# 行神社
行神社（ゆきじんじゃ）は、宮城県富谷市志戸田にある延喜式内社である。

## 概要
富谷市の北部には水田が広がっており、北西側の志戸田地区の丘陵の東端で、国道4号線の西側の側道から300mほどの丘の上にある。旧陸奥国に百座、黒川郡には四座が祀られている式内社のうちの一社である。大嘗祭の時には、東西に悠紀殿と主基殿の二殿が特設され祭儀がとり行われる。当社より北の大衡村に鎮座する須岐神社とを関連付けて意義を考える説もある。境内には樹高約20ｍ、根回り3ｍ余りの杉の木があって、樹齢は700年を超えると推定されている。

## 周辺の神社
- 鹿島天足別神社 - 富谷市大亀和合田2-16
- 熊野神社 (富谷市) - 富谷市富谷新町16
- 二ノ宮神社 - 富谷市二ノ関館下92
- 吉岡八幡神社 - 黒川郡大和町吉岡字町裏39
- 須岐神社 - 黒川郡大衡村駒場字下宮前4
- 大衡八幡神社 - 黒川郡大衡村大衡字八幡48

## アクセス
- 東北自動車道大和ICから車で10分
- 仙台北部道路富谷ICから車で10分
- 東北自動車道泉ICから車で20分